# Astillero Naval de Washington
Washington Navy Yard es un exastillero naval y sitio de aprestamiento de la Armada de los Estados Unidos en Southeast Washington D. C. Es el establecimiento costero más antiguo de la U.S. Navy. El Yard actualmente es el centro ceremonial y administrativo de la U.S. Navy, donde reside el Jefe de Operaciones Navales, y allí se encuentran el Centro Histórico Naval, el Departamento de Historia Naval, el Servicio Naval de Investigaciones Criminales, el U.S. Navy Judge Advocate General's Corps, Naval Reactors, Marine Corps Institute, y la United States Navy Band, y otros muchos otros comandos navales. Anteriormente alojó al Centro Histórico del Cuerpo de Marineros, que en el año 2006 fue mudado a Quantico. El Washington Navy Yard fue incluido en 1973 en el National Register of Historic Places, siendo identificado como un National Historic Landmark en 1976.